# Крейцер, Антон (футболист)
Антон Крейцер (нем. Anton Kreuzer или нем. Anton Kreutzer, 1895, Вена — неизвестно), также известен под именем Фриц Крейцер (нем. Fritz Kreuzer), иногда его фамилия переводится как Кройцер — австрийский футболист, полузащитник. После завершения карьеры игрока работал тренером. Является первым тренером в истории итальянского клуба «Наполи».

## Карьера
Антон Крейцер начал карьеру в клубе «ВАФ» в 1920 году. Всего за эту команду он выступал 4 сезона, проведя 52 матча и забив 6 голов. В начале карьеры он выступал на месте правого полузащитника, но постепенно переместился на место в центре поля. Наибольшим успехом футболиста за этот период стала победа в Кубке Австрии в 1922 году, в финале которого со счётом 2:1 был обыгран «Аматоур». Также Кроцер вызывался в стан национальной сборной: в 1923 году он поехал на матч с местной командой, но на поле не вышел. Однако спустя несколько дней вышел на поле со второй сборной Швеции, в матче, в котором его команда победила 4:2. В сезоне 1923/24 «Винер» занял в чемпионате последнее место, набрав 7 очков в 22 матчах. После этого результата клуб покинули ведущие игроки, включая Антона Повольны, Отто Янчика и самого Крейцера.
Фриц отправился в Италию, в клуб «Торино», куда его пригласил тренер команды, его соотечественник, Карл Штюрмер. Помимо их, в команде был ещё один австриец, форвард, Генрих Шёнфельд. 5 октября 1924 года Крейцер дебютировал в составе команды в матче с клубом «Реджана», в котором «Торино» победил 3:1. Всего за туринский клуб Крейцер провёл 39 матчей и забил 2 гола.
В 1926 году Фриц состоялось слияние двух неаполитанских клубов, «Интернационале» и «Наплес». Новую команду назвали «Наполи» и пригласили в неё в качестве играющего тренера Антона Крейцера. В первой своей встрече клуб проиграл «Интернационале» со счётом 0:3. По итогам сезона клуба занял 10 место, а Фриц, проведший 18 встреч и забивший 2 мяча, отправился домой в Австрию. Также Крейцер работал в Чехословакии, в клубе ДСВ Заац, выступавшем в Немецкой футбольной ассоциации Чехословакии.

## Достижения
- Обладатель Кубка Австрии: 1922